# Ivo Lončar-Čiko
Ivo Lončar-Čiko, hrvatski je slijepi pjesnik. Rodio se je u Baćinu, mjestu teško stradalom od četnika u Domovinskom ratu.
Bio je sudionikom oslobodilačke vojno-redarstvene akcije Oluje. Pri tom je teško nastradao, pri čemu su njegovih šest suboraca smrtno stradali u minskom polju, dok je on ostao bez vida te je ratni vojni invalid.
Oporavljao se u bolnici u Krapinskim Toplicama. Tad je počeo stvarati pjesme. Nije ih pisao, nego ih je diktirao u magnetofon. Sve svoje pjesme posvetio je svojim suborcima, rodnom Baćinu, Pounju, a svaka pjesma mu zrači ljubavlju prema domovini Hrvatskoj.
Objavio je zbirke pjesama Buket ruža domovini, koju je objavio 2000. godine i Darovane kapi zemlji 2001. godine, obje u izdanju Udruge hrvatskih dragovoljaca Domovinskog rata, ogranak Selište Kostajničko.
O njemu je Vladimir Tadej snimio dokumentarni film Buket ruža iz Pounja, dio serijala Sjećanja na Domovinski rat (drugi nastavak), kojem je scenarist i redatelj. Serija je prvi put emitirana na HRT1 14. ožujka 2001. godine u 16 h.
Literatura:
- HRT, raspored programa za 14. ožujka 2001.